# Sisyrinchium nidulare
Sisyrinchium nidulare là một loài thực vật có hoa trong họ Diên vĩ. Loài này được (Hand.-Mazz.) I.M.Johnst. miêu tả khoa học đầu tiên năm 1938.